# Codroipo
Codroipo é uma comuna italiana da região do Friuli-Venezia Giulia, província de Udine, com cerca de 14.408 habitantes. Estende-se por uma área de 73 km², tendo uma densidade populacional de 197 hab/km². Faz fronteira com Basiliano, Bertiolo, Camino al Tagliamento, Lestizza, Mereto di Tomba, San Vito al Tagliamento (PN), Sedegliano, Valvasone (PN), Varmo.

## Demografia
| Variação demográfica do município entre 1861 e 2011                               |
|                                                                                   |
| Fonte: Istituto Nazionale di Statistica (ISTAT) - Elaboração gráfica da Wikipedia |